# Brown Range
Brown Range eller Sørtindane är en bergskedja med sju toppar cirka fyra kilometer söder om Mount Twintop i Mac. Robertson Land i Antarktis. Två av topparna karterades från flygfoton tagna av Lars Christensens expedition 1936 och kallas Sørtindane. Det engelska namnet är efter D. A. Brown, radiotelegrafist vid Mawson Station 1958. Högsta punkten är Gordon Peak, 1 484 m ö.h.